# 帕薩達姆凱格 (緬因州)
帕薩達姆凱格（英語：Passadumkeag）是一個位於美國緬因州佩諾布斯科特縣的鎮。

## 人口
根據2020年美國人口普查的數據，帕薩達姆凱格的面積為59.75平方千米，當中陸地面積為59.36平方千米，而水域面積為0.39平方千米。當地共有人口356人，而人口密度為每平方千米6人。